# 오피온

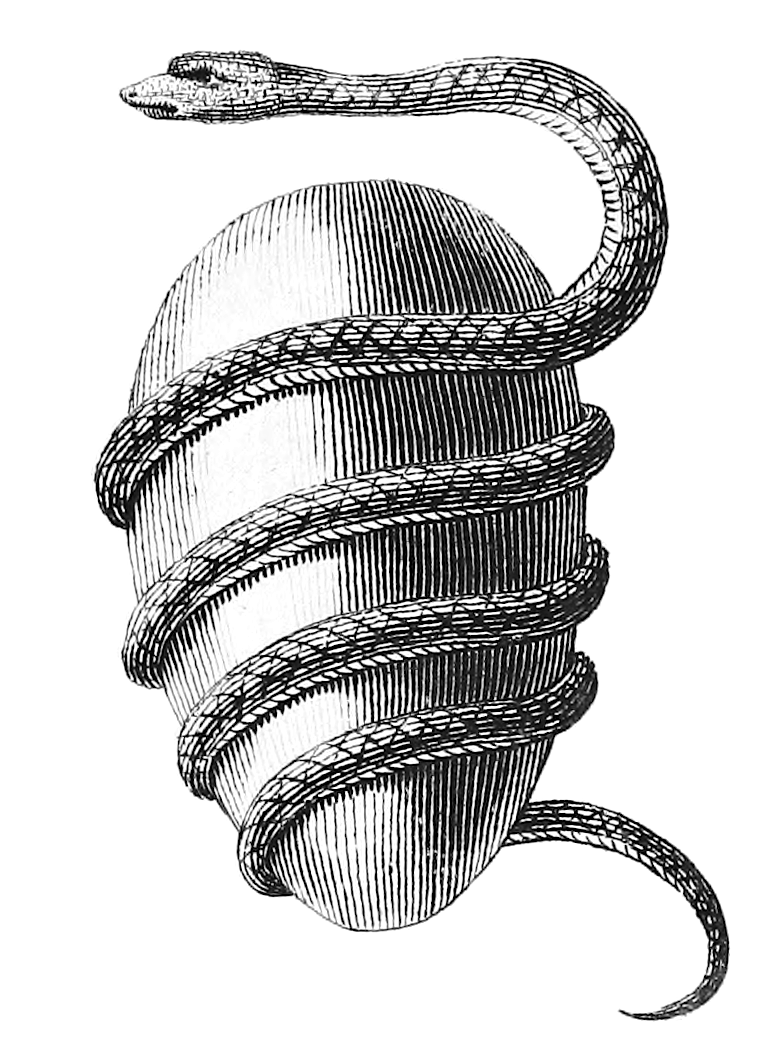

오피온 또는 오피오네우스는 그리스 신화의 일부 전승에서 크로노스와 레아가 등장하기 전에 창조 신화에 등장하는 신이다.

## 같이 보기
- 오피스파